# 芭尔芭拉·索博塔
芭尔芭拉·索博塔（波蘭語：Barbara Sobotta，1936年12月4日—2000年11月21日），波兰女子田径运动员。她曾代表波兰参加1956年、1960年和1964年夏季奥林匹克运动会田径比赛，其中1960年奥运会获得一枚铜牌。